# 제23회 유럽 영화상
제23회 유럽 영화상은 2010년 12월 4일에 열린 시상식이다.

## 수상 및 후보

### 유러피안 작품상
- 유령 작가 - 로만 폴란스키 수상
- 벌꿀 - 세미 카플라노글루
- 신과 인간 - 자비에 보브와
- 레바논 - 사무엘 마오즈
- 엘 시크레토: 비밀의 눈동자 - 후안 호세 캄파넬라
- 소울 키친 - 파티 아킨

### 유러피안 디스커버리상
- 레바논 - 사무엘 마오즈 수상
- 더블 아워 - 쥬세페 카포톤디
- 휘파람을 불고 싶다 - 플로린 세르반
- 웬 위 리브 - 페오 알라다그
- 낫씽 퍼스널 - 우줄라 안토니악

### 유러피안 감독상
- 유령 작가 - 로만 폴란스키 수상
- 카를로스 더 자칼 - 올리비에 아사야스
- 벌꿀 - 세미 카플라노글루
- 레바논 - 사무엘 마오즈
- 더 퍼스트 뷰티풀 씽 - 파올로 비르지

### 유러피안 여우주연상
- 루르드 - 실비 테스튀 수상
- 기로에서 - Zrinka Cvitesic
- 웬 위 리브 - 시벨 케킬리
- 어나더 이어 - 레슬리 맨빌
- 낫씽 퍼스널 - 로테 베르빅

### 유러피안 남우주연상
- 유령 작가 - 이완 맥그리거 수상
- 서브마리노 - 야곱 세데르그렌
- 우리의 인생 - 엘리오 게르마노
- 휘파람을 불고 싶다 - 조지 피스테레아누
- 셀다 211 - 루이스 토사

### 유러피안 각본상
- 유령 작가 - 로버트 해리스 외 1명 수상
- 셀다 211 - 호르헤 게리카에체베리아 외 1명
- 레바논 - 사무엘 마오즈
- 더 콘서트 - 라두 미하일레아누

### 유러피안 촬영상
- 레바논 - 지오라 비자크 수상
- 신과 인간 - 카롤린느 샹페띠에
- 극지대에서 보낸 지난 여름 - 파벨 코스토마로브
- 벌꿀 - Baris Ozbicer

### 유러피안 음악상
- 유령 작가 - 알렉상드르 데스플라 수상
- 카와사키의 장미 - 알레스 브레지나
- 루즈 캐넌스 - 파스쿠알 카탈라노
- 어나더 이어 - Gary Yershon

### 유러피안 편집상
- 카를로스 더 자칼 - 뤽 바르니에 외 1명 수상
- 레바논 - Arik Lahav-Leibovich
- 유령 작가 - 에르베 드 루즈

### 유러피안 미술감독상
- 유령 작가 - 알브레치 콘라드 수상
- 돈 조반니 - Paola Bizzarri 외 1명
- 템테이션 오브 세인트 토니 - 마르쿠 파틸라 외 1명

### 유럽영화아카데미 평생공로상
- 브루노 간츠 수상

### 유럽영화아카데미 애니메이션상
- 일루저니스트 - 실뱅 쇼메 수상
- 플래닛 51 - 호르헤 블랑코
- 새미의 어드벤쳐 - 벤 스타센

### 유럽영화아카데미 다큐멘터리상
- 노스탤지어 포 더 라이트 - 패트리시오 구즈먼 수상
- 아르마딜로 - 야누스 메츠
- 수증기에 맺힌 인생 - 요나스 베리헬 외 1명

### 올해의 유러피안 공동제작상
- Zeynep Ozbatur Atakan 수상

### 유러피안 월드 시네마상
- 가브리엘 야리드 수상

### 관객상
- 미스터 노바디 - 자코 반 도마엘 수상

### 유럽영화아카데미 단편영화-UI
- 하노이-바르샤바 - 카타르지나 크림키에비치 수상
- 아모르 - 토머스 왕스모
- 라이츠 - 지우리오 리치아렐리
- 조셉의 달팽이 - 소피 로제
- BLIJF BIJ ME, WEG - Paloma Aguilera Valdebenito
- 아웃 오브 러브 - 버짓 스테어모즈
- 비너스 대 나 - 나탈리 테이르린크
- 리틀 스노우 애니멀 - 미아 테르보
- 투실라고 - 요나스 오델
- 마리아의 길 - 앤 밀른
- 탈레레스 클란데스티노스 - 카탈리나 몰리나
- Rendez-vous A Stella-Plage - 샤리마 프레우스
- 다이아키 - 페르디난도 시토 필로마리노
- 더 익스터널 월드 - 데이빗 오렐리
- 히어 아이 엠 - 발린트 스지믈러